# Fülöp-szigeteki szalangána
A Fülöp-szigeteki szalangána (Aerodramus whiteheadi) a madarak (Aves) osztályának sarlósfecske-alakúak (Apodiformes) rendjébe, ezen belül a  sarlósfecskefélék (Apodidae) családjába tartozó faj.

## Rendszerezése
A fajt William Robert Ogilvie-Grant skót ornitológus írta le 1895-ben, a Collocalia nembe Collocalia whiteheadi néven.

## Alfajai
- Aerodramus whiteheadi origenis (Oberholser, 1906)
- Aerodramus whiteheadi whiteheadi (Ogilvie-Grant, 1895)[2]

## Előfordulása
Délkelet-Ázsiában, a Fülöp-szigetek területén honos. Természetes élőhelyei a szubtrópusi és trópusi hegyi esőerdők. Állandó, nem vonuló faj.

## Megjelenése
Átlagos testhossza 14 centiméter.

## Természetvédelmi helyzete
Az elterjedési területe nem nagy, egyedszáma felméretlen, viszont csökken. A Természetvédelmi Világszövetség Vörös listáján adathiányos fajként szerepel.